# Tara Strong
Tara Strong, tên niên thiếu là Tara Lyn Charendoff, (sinh ngày 12 tháng 2 năm 1973), là một nữ diễn viên lồng tiếng từ Toronto, Ontario, Canada. Tiếng nói của cô được dùng trong hàng loạt các phim hoạt hình Mỹ và Nhật Bản bao gồm cả những vai chính trong nhiều phim như: The Powerpuff Girl (trong vai Bubbles), Final Fantasy và phần tiếp theo Final Fantasy X-2 (trong vai Rikku), Teen Titans (vai Raven), Totally Spies (vai Pam, Alice, Crimson), Kim Possible (vai Shego), Ben 10 (vai Ben & Upgade), Fantasic 4 (vai Sue Strom),Curious Play (vai Nika& Yumi),Mew Mew Power (vai Reene, Cornelina & Zoey), My Little Pony Friendship is Magic (vai Twilight Sparkle) The Little Mermaid 2: Return to the Sea (vai Melody). Giọng nói lôi cuốn của cô đã làm cho trên 15.000 thiếu nhi trên thế giới yêu thích. Vì vậy, cô lồng tiếng được rất nhiều phim hoạt hình cho thiếu nhi thế giới.
Ngoài ra, cô còn tham gia lồng tiếng cho vô số các tựa games mà có thể kể đến như Rikku trong Final Fantasy X (2001) và Final Fantasy X-2 (2003), Rachel trong Ninja Gaiden (2004) và Ninja Gaiden 2 (2008), Harley Quinn trong Batman: Arkham City (2011) và Batman: Arkham Knight (2015), Harley Quinn và Raven trong Injustice: Gods Among Us (2013), và Ferra và Li Mei trong Mortal Kombat X (2015), v.v.

## Sự nghiệp

### Xuất hiện
| Year    | Title                                                          | Role                       | Notes                                      | Source                      |
| ------- | -------------------------------------------------------------- | -------------------------- | ------------------------------------------ | --------------------------- |
| 1988    | T. and T.                                                      | Sydney                     | Ep. "Junkyard Blues"                       |                             |
| 1989    | Mosquito Lake                                                  | Tara Harrison              | First television role as starring          | [ 2 ]                       |
| 1991    | Married to It                                                  | Student in Pageant         |                                            | [ 3 ]                       |
| 1991    | Street Legal                                                   | Angela                     | Ep. "Sing for Me, Olivia"                  |                             |
| 1992    | Forever Knight                                                 |                            | Ep. "Dying for Fame"                       | [ 4 ] [ 5 ]                 |
| 1992    | A Town Torn Apart                                              | Vida Sparrows              |                                            |                             |
| 1992    | The Judge                                                      | Millie Waters              | Ep. "The Wild Thing"                       | [ 6 ]                       |
| 1993    | Family Pictures                                                | Sarah (17–30)              |                                            |                             |
| 1993    | Kung Fu: The Legend Continues                                  | Elizabeth                  | Ep. "Secret Place".                        | [ 5 ]                       |
| 1993    | Desiree's Wish                                                 | Waitress                   | Short film directed by Mark Tollefson      |                             |
| 1993    | Ready or Not                                                   | Nicole                     | Ep. "Black or White or Maybe Grey"         | [ 7 ]                       |
| 1994    | Thicker Than Blood: The Larry McLinden Story                   | Terra (age 16)             |                                            | [ 8 ] [ 9 ]                 |
| 1994    | Party of Five                                                  | Lorna                      | Ep. "Homework"                             | [ 10 ]                      |
| 1994    | Reform School Girl                                             | Lucille                    | Film from Rebel Highway anthology series   | [ 11 ] [ 12 ]               |
| 1995    | National Lampoon's Senior Trip                                 | Carla Morgan               | First film gig after moving to Los Angeles | [ 13 ] [ 5 ] [ 14 ]         |
| 1995    | Skin Deep                                                      | Tina                       | Film by Midi Onodera                       | [ 15 ]                      |
| 1996    | 3rd Rock from the Sun                                          | Exercise Lady VO           | Ep. "My Mother the Alien"                  | [ 16 ]                      |
| 1998    | Sabrina Goes to Rome                                           | Gwen                       |                                            | [ 17 ] [ 18 ] [ 19 ]        |
| 1998    | Sabrina, The Teenage Witch                                     | Molly Dolly                | Ep. "Good Will Haunting"                   | [ 20 ] [ 21 ]               |
| 1998    | Leeza                                                          | Herself                    |                                            | [ 22 ]                      |
| 1998    | Candid Camera                                                  | Unborn baby                | Bản mẫu:Episode needed                     |                             |
| 1999    | Sabrina, Down Under                                            | Gwen                       | Sequel to Sabrina Goes to Rome             | [ 18 ] [ 19 ] [ 23 ] [ 24 ] |
| 1999    | 1999 Kids' Choice Awards                                       | Announcer                  | [ note 1 ]                                 | [ 5 ]                       |
| 1999    | Touched by an Angel                                            | Emily                      | Ep. "The Occupant"                         | [ 22 ]                      |
| 2004    | Comic Book: The Movie                                          | Voice of Hotel Maid        |                                            | [ 25 ]                      |
| 2006    | Take Home Chef                                                 | Herself                    | Ep. 166                                    | [ 26 ]                      |
| 2007–08 | According to Jim                                               | Crying Baby, Crying Babies | Ep. "Separate Ways", "The Blankie"         | [ 27 ]                      |
| 2007    | The Bad Girls Club                                             | Narrator                   | Season 2                                   | [ 28 ]                      |
| 2008    | The Last White Dishwasher                                      | Tamara Swanson             |                                            | [ 29 ]                      |
| 2010    | Big Time Rush                                                  | Miss Collins               |                                            | [ 22 ]                      |
| 2012    | Bronies: The Extremely Unexpected Adult Fans of My Little Pony | Herself                    | Documentary, also executive producer       | [ 30 ] [ 31 ]               |
| 2013    | I Know That Voice                                              | Herself                    | Documentary film on voice acting           | [ 32 ] [ 33 ]               |
| 2013    | Super Fun Night                                                | Young Pamela               | Ep. "Merry Super Fun Christmas"            | [ 34 ]                      |
| 2013    | Police Guys                                                    | Walkie Voice               | Short film by Jon Lee Brody                | [ 16 ] [ 35 ]               |
| 2014    | Arrow                                                          | Deranged Squad Female      | Ep. "Suicide Squad"                        | [ 16 ] [ 36 ]               |

### Phim hoạt hình
| Year      | Series                                  | Role                                                                        | Notes | Source                                  |
| --------- | --------------------------------------- | --------------------------------------------------------------------------- | --- | --------------------------------------- |
| 1987      | Sylvanian Families                      | Bridget                                                                     | Ep. "Grace Under Pressure/Cooking Up Trouble" Uncredited |                                         |
| 1987      | Hello Kitty's Furry Tale Theater        | Hello Kitty                                                                 | First major cartoon voice-over role | [ 37 ] [ 38 ] [ 39 ]                    |
| 1987      | Maxie's World                           | Carly                                                                       | | [ 40 ] [ 41 ]                           |
| 1987–88   | My Pet Monster                          | Amie                                                                        | | [ 42 ]                                  |
| 1989–91   | Babar                                   | Young Celeste                                                               | | [ 16 ] [ 43 ]                           |
| 1988      | The Care Bears                          | Carol, Rebecca, Anna                                                        | Nelvana production |                                         |
| 1988      | Clifford's Fun with Letters             | Additional voices                                                           | |                                         |
| 1988      | Garbage Pail Kids                       | Patty Putty                                                                 | | [ 44 ]                                  |
| 1989      | Madeline                                | Chloe                                                                       | HBO episode special | [ 45 ]                                  |
| 1990      | Piggsburg Pigs!                         | Dotty, Prissy                                                               | Grouped under "Featuring the Voices of" | [ 46 ]                                  |
| 1990      | The Adventures of Super Mario Bros. 3   | Lemmy "Hip" Koopa and Iggy "Hop" Koopa                                      | Grouped as "Voice Talents of" | [ 47 ]                                  |
| 1989–91   | Beetlejuice                             | Clare Brewster, Bertha, Little Miss Warden                                  | Grouped under Additional Voices | [ 48 ] [ 49 ]                           |
| 1991      | Bill & Ted's Excellent Adventures       | Mary Jane Smedley                                                           | Season 2 Grouped as Additional Voices | [ 50 ]                                  |
| 1991      | ProStars                                | Laura                                                                       | | [ 51 ] [ 52 ]                           |
| 1991      | Wish Kid                                |                                                                             | | [ 53 ]                                  |
| 1991      | Here's How!                             | Host / Mouse                                                                | TVOntario Show |                                         |
| 1991–92   | Super Mario World                       | Lemmy "Hip" Koopa and Iggy "Hop" Koopa                                      | | [ 54 ] [ 5 ]                            |
| 1991      | The Raccoons                            | Donna                                                                       | Ep. "Join the Club" | [ 55 ]                                  |
| 1993      | Tales from the Cryptkeeper              | Jenny Lawson                                                                | Ep. "Pleasant Screams" | [ 5 ]                                   |
| 1993–97   | X-Men                                   | Illyana Rasputin                                                            | | [ 56 ]                                  |
| 1994      | Tekkaman Blade II                       | Yumi Francois                                                               | | [ 57 ]                                  |
| 1995–98   | Gadget Boy & Heather                    | Heather                                                                     | Also Gadget Boy's Adventures in History | [ 58 ]                                  |
| 1995–2003 | Little Bear                             | Tutu                                                                        | | [ 59 ]                                  |
| 1996      | Ace Ventura: Pet Detective              | Additional voices                                                           | | [ 60 ]                                  |
| 1996–2003 | Dexter's Laboratory                     | Additional voices                                                           | |                                         |
| 1996–98   | Adventures from the Book of Virtues     | Girl                                                                        | Eps. "Compassion", "Honor" Grouped under Cast | [ 61 ]                                  |
| 1996–97   | The Real Adventures of Jonny Quest      | Kazrina, Irina Kafka                                                        | Eps. "Ice Will Burn", "The Haunted Sonata" | [ 62 ]                                  |
| 1997–99   | Cow and Chicken                         | Various characters                                                          | | [ 16 ]                                  |
| 1997      | 101 Dalmatians: The Series              | Spot, Two-Tone, Vindella de Vil                                             | | [ 63 ]                                  |
| 1997      | Extreme Ghostbusters                    | Kylie Griffin                                                               | | [ 22 ] [ 64 ]                           |
| 1997–2003 | Rugrats                                 | Dylan Prescott "Dil" Pickles, Timmy McNulty                                 | | [ 22 ] [ 65 ] [ 66 ]                    |
| 1997–99   | The New Batman Adventures               | Batgirl / Barbara Gordon                                                    | | [ 16 ] [ 67 ]                           |
| 1997–98   | Channel Umptee-3                        | Holey Moley, others                                                         | | [ 68 ]                                  |
| 1998–2004 | King of the Hill                        | Billy, others                                                               | | [ 69 ]                                  |
| 1998–2005 | The Powerpuff Girls                     | Bubbles                                                                     | Nominated–Annie Award for Outstanding Individual Achievement for Voice Acting in an Animated Television Production, 27th Annie Awards | [ 70 ] [ 71 ]                           |
| 1999      | Timon & Pumbaa                          | Various characters                                                          | Eps. "Luck Be a Meerkat / Just When You'd Thought You'd Cuisine It All", "No-Good Samaritan / Living in De Nile" Grouped under "With the Voice Talents of" | [ 72 ]                                  |
| 1999–2000 | Detention                               | Shareena Wickett                                                            | | [ 16 ] [ 73 ]                           |
| 1999      | Pepper Ann                              | Brenda                                                                      | |                                         |
| 1999      | The Kids from Room 402                  | Penny                                                                       | Grouped under Voices | [ 74 ] [ 75 ]                           |
| 2000–04   | The Weekenders                          | Kristi, Kandi                                                               | | [ 16 ]                                  |
| 2000–14   | Family Guy                              | Various characters                                                          | | [ 37 ] [ 76 ]                           |
| 2000–01   | The Kids from Room 402                  | Penny Grant, Sanjay                                                         | | [ 16 ]                                  |
| 2000–01   | Clerks: The Animated Series             | Giggling Girl                                                               | Grouped under Also Starring | [ 77 ]                                  |
| 2000      | The Wild Thornberrys                    | Little Boy                                                                  | Ep. "The Legend of Ha Long Bay" | [ 16 ]                                  |
| 2000–01   | Buzz Lightyear of Star Command          | Bonnie                                                                      | Ep. "Eye of the Tempest" | [ 16 ]                                  |
| 2000–02   | Gotham Girls                            | Barbara Gordon / Batgirl, Elizabeth Styles                                  | Web series | [ 78 ] [ 79 ]                           |
| 2001–02   | The Zeta Project                        | Vega, Macy                                                                  | Eps. "His Maker's Name", "Ro's Reunion" | [ 16 ]                                  |
| 2001–15   | The Fairly OddParents                   | Timmy Turner, Baby Poof, Britney Britney, others                            | Nominated, Annie Award for Voice Acting in a Television Production, 39th Annie Awards Nominated–Annie Award for Outstanding Individual Achievement for Voice Acting by a Female Performer in an Animated Television Production, 29th Annie Awards Nominated–BTVA Voice Acting Award for Best Female Lead Vocal Performance in a Television Series, 2011 | [ 16 ] [ 80 ] [ 81 ] [ 82 ] [ 83 ]      |
| 2001–05   | The Proud Family                        | Bebe and Cece Proud, Puff                                                   | | [ 84 ] [ 85 ] [ 86 ]                    |
| 2002      | Totally Spies!                          | Honeybees                                                                   | Ep. "The Black Widows" Grouped under "With the Voice Talents of" | [ 87 ]                                  |
| 2002–07   | Kim Possible                            | Tara, Joss Possible, Britina                                                | Grouped under "With the Voice Talents of" | [ 88 ]                                  |
| 2002–04   | Fillmore!                               | Ingrid Third, others                                                        | | [ 16 ] [ 89 ]                           |
| 2002–03   | Lloyd in Space                          | Various characters                                                          | Ep. "Neither Boy Nor Girl", "At Home with the Bolts" Grouped under "With the Voice Talents Of" | [ 90 ]                                  |
| 2003–06   | Codename: Kids Next Door                | Mushi Sanban, others                                                        | Grouped under "Additional Vocal Assault" | [ 91 ]                                  |
| 2003–06   | Justice League                          | Sera, Queen, Johnny                                                         | Ep. "Twilight Part II", "Wild Cards", "Patriot Act" Also Justice League Unlimited | [ 16 ]                                  |
| 2003–06   | Teen Titans                             | Raven, Kole, Jinx, Gizmo, others                                            | | [ 16 ] [ 92 ]                           |
| 2003      | Spider-Man: The New Animated Series     | Christina                                                                   | Ep. "Head Over Heels" Grouped under Also Starring | [ 93 ]                                  |
| 2003–07   | Jakers! The Adventures of Piggley Winks | Dannan O'Mallard, Molly Winks                                               | Nominated–Annie Award for Voice Acting in an Animated Television Production, 31st Annie Awards Nominated–Daytime Emmy Award for Outstanding Performer in an Animated Program, 33rd Daytime Emmy Awards | [ 94 ] [ 95 ] [ 96 ]                    |
| 2003–06   | Lilo & Stitch: The Series               | Angel, others Bebe Proud, Cece Proud and Puff                               | Grouped under "With the Voice Talents of" Crossover episode with The Proud Family | [ 97 ]                                  |
| 2003–06   | Xiaolin Showdown                        | Omi, Megan, T-Rex                                                           | | [ 16 ] [ 98 ]                           |
| 2003–06   | All Grown Up!                           | Dylan "Dil" Pickles                                                         | | [ 99 ] [ 100 ]                          |
| 2004–07   | Danny Phantom                           | Ember McLain, Penelope Spectra, Star, others                                | | [ 16 ] [ 101 ]                          |
| 2004–05   | Megas XLR                               | Pulsar, Comet                                                               | | [ 16 ]                                  |
| 2004–05   | Stroker and Hoop                        | Various characters                                                          | | [ 16 ]                                  |
| 2004      | Foster's Home for Imaginary Friends     | Terrence, Various Characters                                                | | [ 102 ]                                 |
| 2004–07   | Drawn Together                          | Princess Clara, Toot Braunstein, others                                     | | [ 103 ] [ 104 ] [ 105 ]                 |
| 2005–07   | American Dragon: Jake Long              | Kara & Sara, Veronica, Stacey, others                                       | | [ 106 ] [ 107 ]                         |
| 2005      | The Life and Times of Juniper Lee       | Roger, others                                                               | | [ 108 ]                                 |
| 2005–06   | The Buzz on Maggie                      | Dawn Swatworthy                                                             | | [ 109 ] [ 110 ]                         |
| 2005–08   | Ben 10                                  | Ben Tennyson, Upgrade, Gwendolyn, Benwolf, others                           | | [ 16 ] [ 111 ] [ 112 ]                  |
| 2007      | Afro Samurai                            | Otsuru, Jiro                                                                | | [ 16 ]                                  |
| 2007–08   | My Friends Tigger & Pooh                | Porcupine                                                                   | Grouped under "With the Voice Talents of" | [ 113 ]                                 |
| 2007–10   | The Boondocks                           | Cindy McPhearson                                                            | Grouped under Also Starring | [ 114 ] [ 115 ]                         |
| 2007–09   | Transformers Animated                   | Sari Sumdac, Slipstream, Daniel Witwicky, Strika, Red Alert, Slo-Mo, others | | [ 16 ] [ 116 ] [ 117 ]                  |
| 2007–10   | Chowder                                 | Truffles                                                                    | | [ 118 ] [ 119 ]                         |
| 2007–09   | Sushi Pack                              | Maguro                                                                      | | [ 120 ]                                 |
| 2008–10   | Ben 10: Alien Force                     | Princess Attea                                                              | | [ 16 ]                                  |
| 2008–10   | Wow! Wow! Wubbzy!                       | Daizy                                                                       | | [ 121 ] [ 122 ] [ 123 ]                 |
| 2008–11   | Batman: The Brave and the Bold          | Huntress, Billy Batson, Mary Batson                                         | | [ 16 ] [ 124 ]                          |
| 2008–10   | The Penguins of Madagascar              | Various characters                                                          | | [ 16 ]                                  |
| 2009      | Phineas and Ferb                        | Additional voices                                                           | Ep. "Interview With a Platypus" | [ 125 ]                                 |
| 2009      | Wolverine and the X-Men                 | Voices                                                                      | | [ 126 ]                                 |
| 2009–11   | The Super Hero Squad Show               | H.E.R.B.I.E., Scarlet Witch, Princess Anelle, others                        | | [ 16 ]                                  |
| 2009      | Random! Cartoons                        | Beth Tezuka                                                                 | Ep. "The Bravest Warriors" Pilot episode for Bravest Warriors | [ 127 ]                                 |
| 2010–12   | Ben 10: Ultimate Alien                  | Young Ben, Serena                                                           | | [ 16 ]                                  |
| 2010–13   | Mad                                     | Various characters                                                          | Grouped under "Starring the Voices of" | [ 128 ]                                 |
| 2010      | Sym-Bionic Titan                        | Ilana                                                                       | | [ 129 ]                                 |
| 2010–nay  | My Little Pony: Friendship Is Magic     | Twilight Sparkle                                                            | | [ 16 ]                                  |
| 2010–13   | Pound Puppies                           | Various characters                                                          | | [ 130 ]                                 |
| 2011      | Young Justice                           | Serling Roquette, WayneTech Cashier                                         | Ep. "Infiltrator" | [ 16 ]                                  |
| 2011      | The Looney Tunes Show                   | Motel Receptionist                                                          | Ep. "Jailbird and Jailbunny" | [ 16 ]                                  |
| 2011–12   | Dan Vs.                                 | Additional Voices                                                           | Ep. "Dan Vs. The Lemonade Stand Gang", "Dan Vs. The Bank" Grouped under Also Starring | [ 131 ] [ 132 ]                         |
| 2011      | ThunderCats                             | Young Lion-O                                                                | | [ 16 ]                                  |
| 2012      | Napoleon Dynamite                       | Various characters                                                          | | [ 16 ]                                  |
| 2012–13   | Green Lantern: The Animated Series      | Iolande                                                                     | | [ 16 ]                                  |
| 2012–14   | DC Nation Shorts                        | Raven Billy Batson Batgirl                                                  | New Teen Titans Shazam! Super Best Friends Forever | [ 133 ] [ 134 ] [ 135 ] [ 136 ] [ 137 ] |
| 2012–nay  | Ultimate Spider-Man                     | Mary Jane Watson, Thundra, Sandy, others                                    | Nominated–BTVA Voice Acting Award for Best Female Vocal Performance in a Television Series in a Supporting Role – Action/Drama, 2012, Mary Jane Watson | [ 16 ] [ 138 ]                          |
| 2012      | Electric City                           | Makaela                                                                     | Web series | [ 139 ]                                 |
| 2012–14   | Ben 10: Omniverse                       | Young Ben, others                                                           | | [ 16 ]                                  |
| 2012–14   | Brickleberry                            | Various characters                                                          | | [ 16 ]                                  |
| 2013–nay  | Bravest Warriors                        | Plum                                                                        | Web series | [ 127 ] [ 140 ]                         |
| 2013–nay  | Teen Titans Go!                         | Raven, Jayna, Batgirl, others                                               | Nominated–BTVA Voice Acting Award for Best Female Lead Vocal Performance in a Television Series – Comedy/Musical, 2013, Raven Nominated–BTVA Voice Acting Award for Best Female Vocal Performance in a Television Series in a Guest Role – Comedy/Musical, 2013, Jayna                                                                                  | [ 16 ] [ 141 ]                          |
| 2013      | Beware the Batman                       | Barbara Gordon                                                              | | [ 16 ]                                  |
| 2013      | Xiaolin Chronicles                      | Omi, Ping Pong, Muffin Face                                                 | Nominated–BTVA Voice Acting Award for Best Female Lead Vocal Performance in a Television Series – Action/Drama, 2013, Omi | [ 16 ] [ 141 ]                          |
| 2013      | Futurama                                | Tanya                                                                       | Ep. "Stench and Stenchibility" Grouped under Guest Starring | [ 142 ]                                 |
| 2013–14   | Uncle Grandpa                           | Susie, Additional voices                                                    | Ep. "Afraid of the Dark", "Dog Days" | [ 143 ]                                 |
| 2014      | Wander Over Yonder                      | Beeza, others                                                               | Ep. "The Ball", "The Toddler" | [ 144 ]                                 |
| 2014      | TripTank                                | Various characters                                                          | | [ 16 ]                                  |
| 2014      | Breadwinners                            | Zoona                                                                       | Ep. "Pizzawinners" | [ 145 ]                                 |
| 2015      | Inspector Gadget                        | Penny, others                                                               | Netflix series | [ 146 ]                                 |

### Phim điện ảnh
| Year | Title                                         | Role                                  | Notes                           | Source          |
| ---- | --------------------------------------------- | ------------------------------------- | ------------------------------- | --------------- |
| 1998 | The Rugrats Movie                             | Dylan Pickles                         |                                 | [ 16 ] [ 22 ]   |
| 1999 | Black Mask                                    | Additional Voices                     | English dub of live-action film |                 |
| 2000 | Rugrats in Paris                              | Dil Pickles                           |                                 | [ 16 ]          |
| 2002 | Ice Age                                       | Roshan, Start                         |                                 | [ 16 ]          |
| 2002 | The Powerpuff Girls Movie                     | Bubbles                               |                                 | [ 16 ]          |
| 2002 | Spirited Away                                 | Boh (Baby)                            |                                 | [ 16 ] [ 147 ]  |
| 2002 | The Wild Thornberrys Movie                    | Schoolgirl                            |                                 | [ 16 ]          |
| 2003 | Rugrats Go Wild                               | Dil Pickles                           |                                 | [ 16 ]          |
| 2005 | Hoodwinked!                                   | Zorra                                 |                                 | [ 16 ]          |
| 2007 | TMNT                                          | Additional Voices                     |                                 | [ 148 ]         |
| 2008 | Bolt                                          | Additional Voices                     |                                 | [ 149 ]         |
| 2012 | Strange Frame: Love & Sax                     | Naia X.                               | Film festival release           | [ 150 ] [ 151 ] |
| 2012 | Ted                                           | Ted's "I love you" voice-box function | Uncredited                      | [ 16 ]          |
| 2013 | Monsters University                           | Additional Voices                     |                                 | [ 37 ] [ 152 ]  |
| 2013 | Jay & Silent Bob's Super Groovy Cartoon Movie |                                       | Film festival release           | [ 153 ]         |
| 2014 | The Hero of Color City                        |                                       | Limited release                 | [ 154 ]         |
| 2016 | Animal Crackers                               |                                       | In production                   | [ 155 ]         |

### Phim truyền hình
| Year | Title                                                   | Role                                                            | Notes | Source                  |
| ---- | ------------------------------------------------------- | --------------------------------------------------------------- | --- | ----------------------- |
| 1988 | The Wild Puffalumps                                     | Holly                                                           | | [ 16 ]                  |
| 1988 | Care Bears Nutcracker Suite                             | Anna                                                            | Grouped under Cast | [ 156 ]                 |
| 1998 | Scooby-Doo on Zombie Island                             | Lena                                                            | | [ 16 ]                  |
| 1999 | Can of Worms                                            | Lula                                                            | | [ 16 ]                  |
| 1999 | Princess Mononoke                                       | Additional voices                                               | | [ 157 ]                 |
| 2000 | The Little Mermaid II: Return to the Sea                | Melody                                                          | Nominated–Annie Award for Outstanding Individual Achievement for Voice Acting by a Female Performer in an Animated Feature Production, 29th Annie Awards | [ 16 ] [ 81 ] [ 158 ]   |
| 2000 | Batman Beyond: Return of the Joker                      | Batgirl                                                         | | [ 16 ]                  |
| 2001 | Tarzan & Jane                                           | Hazel                                                           | | [ 159 ]                 |
| 2002 | Tom and Jerry: The Magic Ring                           | Nibbles                                                         | | [ 16 ]                  |
| 2002 | The Hunchback of Notre Dame II                          | Additional Voices                                               | | [ 160 ]                 |
| 2003 | The Fairly Oddparents: Abra-Catastrophe                 | Timmy, Kid, Fairy #1, Kid #1                                    | | [ 16 ]                  |
| 2003 | 101 Dalmatians II: Patch's London Adventure             | Additional Voices                                               | | [ 161 ]                 |
| 2003 | Batman: Mystery of the Batwoman                         | Barbara Gordon                                                  | | [ 16 ]                  |
| 2004 | Van Helsing: The London Assignment                      | Young Victoria                                                  | | [ 16 ]                  |
| 2004 | The Fairly Oddparents: Channel Chasers                  | Timmy, Paula Poundcake, Vicky's Mom, Additional Voices          | | [ 16 ]                  |
| 2005 | Dinotopia: Quest for the Ruby Sunstone                  | Mara                                                            | | [ 16 ]                  |
| 2005 | The Fairly Oddparents: School's Out: The Musical        | Timmy, Baby Flappy                                              | | [ 16 ]                  |
| 2005 | The Proud Family Movie                                  | Bebe & Cece Proud, Cashew                                       | | [ 162 ]                 |
| 2005 | Legend of Frosty the Snowman                            | Sarah Simple, Sonny Sklarew                                     | | [ 16 ]                  |
| 2005 | The Batman vs. Dracula                                  | Vicky Vale                                                      | | [ 16 ]                  |
| 2006 | Stuart Little 3: Call of the Wild                       | Brooke, Forest Animals & Scouts                                 | | [ 16 ]                  |
| 2006 | Bratz Genie Magic                                       | Katia                                                           | | [ 16 ]                  |
| 2006 | The Fairly Oddparents: Fairy Idol                       | Timmy, Timmy Clone, Blonda, Supermodel                          | | [ 16 ]                  |
| 2006 | Superman: Brainiac Attacks                              | Additional Voices                                               | | [ 163 ]                 |
| 2006 | Leroy & Stitch                                          | Additional Voice Talent                                         | | [ 164 ]                 |
| 2006 | Teen Titans: Trouble in Tokyo                           | Raven                                                           | | [ 16 ]                  |
| 2006 | Bah, Humduck! A Looney Tunes Christmas                  | Priscilla Pig, House Mother                                     | | [ 165 ]                 |
| 2007 | Ben 10: Secret of the Omnitrix                          | Ben                                                             | | [ 16 ]                  |
| 2007 | Doctor Strange: The Sorcerer Supreme                    | April, Additional Voices                                        | | [ 16 ]                  |
| 2007 | Disney Princess Enchanted Tales: Follow Your Dreams     | Sharma, Additional Voices                                       | Ep. "More than a Peacock and Princess" | [ 16 ]                  |
| 2007 | Tom and Jerry: A Nutcracker Tale                        | La Petite Ballerina                                             | | [ 16 ]                  |
| 2007 | Pooh's Super Sleuth Christmas Movie                     | Vixen                                                           | | [ 16 ]                  |
| 2008 | Unstable Fables: 3 Pigs and a Baby                      | Teen Girl Wolf, Construction Cow, Popular Girl                  | | [ 16 ]                  |
| 2008 | The Little Mermaid: Ariel's Beginning                   | Adella, Andrina, Additional voices                              | | [ 16 ]                  |
| 2008 | Wubbzy's Big Movie                                      | Ball Kid 2, Jumping Kid 1, Jumping Kid 2, Swinging Kid 1        | | [ 16 ]                  |
| 2008 | Secrets of the Furious Five                             | Young Tigress                                                   | | [ 16 ]                  |
| 2009 | The Powerpuff Girls Rule!                               | Bubbles, Alarm System                                           | 10th anniversary special | [ 166 ] [ 167 ]         |
| 2009 | Wonder Woman                                            | Alexa                                                           | | [ 16 ]                  |
| 2009 | Wow! Wow! Wubbzy!: Wubb Idol                            | Daizy                                                           | | [ 168 ]                 |
| 2010 | The Drawn Together Movie: The Movie!                    | Princess Clara, Toot Braunstein, and others                     | | [ 169 ]                 |
| 2010 | Scooby-Doo! Camp Scare                                  | Trudy                                                           | | [ 16 ]                  |
| 2010 | Superman/Batman: Apocalypse                             | Female Radio Caller 2                                           | | [ 16 ]                  |
| 2011 | Thor: Tales of Asgard                                   | Sif                                                             | | [ 16 ]                  |
| 2011 | A Fairly Odd Movie: Grow Up, Timmy Turner!              | Animated Noises of Poof                                         | | [ 16 ]                  |
| 2011 | Twinkle Toes                                            | Brittany Fairlawn, Mrs. Hubble, Judge 1, Mrs. Saperstein, Sarah | | [ 16 ]                  |
| 2011 | DC Showcase: Catwoman                                   | Buttermilk Skye                                                 | | [ 170 ]                 |
| 2012 | Bratz: Desert Jewelz                                    | Katia                                                           | | [ 16 ]                  |
| 2012 | Back to the Sea                                         | Sammy                                                           | | [ 16 ]                  |
| 2012 | Ben 10: Destroy All Aliens                              | Ben, Upgrade, Sandra, Computer Voice                            | | [ 16 ]                  |
| 2012 | Superman vs. The Elite                                  | Young Vera                                                      | | [ 16 ]                  |
| 2012 | Robot Chicken DC Comics Special                         | Harley Quinn, Selena Gomez                                      | Grouped under Starring | [ 171 ] [ 172 ] [ 173 ] |
| 2012 | Dear Dracula                                            | Nicole, Hot Dog                                                 | | [ 16 ]                  |
| 2012 | A Fairly Odd Christmas                                  | Poof                                                            | | [ 174 ]                 |
| 2012 | Delhi Safari                                            | Yuvi, Baby Leopard                                              | | [ 16 ]                  |
| 2012 | Dino Time                                               | Julia                                                           | | [ 16 ]                  |
| 2013 | Batman: The Dark Knight Returns                         | Michelle                                                        | | [ 16 ]                  |
| 2013 | Scooby-Doo! Mask of the Blue Falcon                     | Austin, Princess Garogflotach                                   | | [ 16 ]                  |
| 2013 | My Little Pony: Equestria Girls                         | Twilight Sparkle                                                | Nominated–BTVA Voice Acting Award for Best Female Vocal Performance in a TV Special/Direct-to-DVD title or Theatrical Short, 2013                        | [ 16 ] [ 175 ]          |
| 2013 | Scooby-Doo! Stage Fright                                | News Anchor, Donna                                              | | [ 16 ]                  |
| 2013 | Toy Story of Terror!                                    | Computer                                                        | | [ 16 ]                  |
| 2014 | Powerpuff Girls: Dance Pantsed                          | Bubbles                                                         | | [ 16 ] [ 176 ]          |
| 2014 | Robot Chicken DC Comics Special 2: Villains in Paradise | Harley Quinn                                                    | Grouped under Starring | [ 177 ]                 |
| 2014 | Equestria Girls: Rainbow Rocks                          | Twilight Sparkle                                                | Grouped under Featured Voice Performers | [ 16 ]                  |
| 2014 | A Fairly Odd Summer                                     | Poof                                                            | Computer-animated characters in live-action film Uncredited                                                                                              | [ 178 ]                 |

### Video games
| Year | Title                                          | Role                                                 | Notes                                                                                            | Source                        |
| ---- | ---------------------------------------------- | ---------------------------------------------------- | ------------------------------------------------------------------------------------------------ | ----------------------------- |
| 1998 | Redneck Rampage Rides Again                    | Daisy Mae                                            | First voice-over for video games                                                                 | [ 39 ]                        |
| 1999 | Rugrats: Studio Tour                           | Dil                                                  |                                                                                                  | [ 16 ]                        |
| 2000 | Icewind Dale                                   | Yxunomei, Child Yxunomei, Additional Voices          |                                                                                                  | [ 179 ]                       |
| 2000 | Orphen: Scion of Sorcery                       | Mar                                                  |                                                                                                  | [ 180 ]                       |
| 2000 | Sacrifice                                      | Voice Over Actors                                    |                                                                                                  | [ 181 ]                       |
| 2000 | Vampire: The Masquerade – Redemption           | Voice Actors                                         |                                                                                                  | [ 182 ]                       |
| 2001 | Batman: Vengeance                              | Batgirl                                              |                                                                                                  | [ 183 ]                       |
| 2001 | Final Fantasy X                                | Rikku                                                |                                                                                                  | [ 16 ]                        |
| 2001 | Rugrats: All Growed Up – Older and Bolder      | Dil                                                  |                                                                                                  | [ 16 ]                        |
| 2002 | Pirates: The Legend of Black Kat               | Mara de Leon                                         |                                                                                                  | [ 184 ] [ 185 ]               |
| 2002 | The Powerpuff Girls: Relish Rampage            | Bubbles, Female Child 1, Female Citizen 1            | Roles not listed in closing credits                                                              | [ 186 ] [ 187 ]               |
| 2002 | Whacked!                                       | Charity, Lucy                                        |                                                                                                  | [ 188 ]                       |
| 2003 | The Fairly OddParents: Breakin' da Rules       | Timmy Turner                                         |                                                                                                  | [ 16 ]                        |
| 2003 | Final Fantasy X-2                              | Rikku                                                | 2004 Interactive Achievement Award for Outstanding Achievement in Character Performance – Female | [ 16 ] [ 39 ] [ 189 ] [ 190 ] |
| 2004 | Ninja Gaiden                                   | Rachel                                               | Also Ninja Gaiden Sigma                                                                          | [ 16 ]                        |
| 2004 | La Pucelle: Tactics                            | Chocolat & Goddess Poitreene                         |                                                                                                  | [ 191 ]                       |
| 2004 | Shrek 2                                        | Lil' Red, Fairy                                      |                                                                                                  | [ 16 ] [ 192 ]                |
| 2004 | Tales of Symphonia                             | Presea Combatir, Corrine                             |                                                                                                  | [ 16 ]                        |
| 2004 | Hot Shots Golf Fore!                           | Voice Cast                                           |                                                                                                  | [ 193 ]                       |
| 2004 | Robotech: Invasion                             |                                                      |                                                                                                  | [ 194 ]                       |
| 2004 | Spyro: A Hero's Tail                           | Cast                                                 |                                                                                                  | [ 195 ]                       |
| 2004 | Jak 3                                          | Keira, Seem                                          |                                                                                                  | [ 16 ]                        |
| 2005 | Xenosaga Episode II: Jenseits von Gut und Böse | Sakura Mizrahi                                       |                                                                                                  | [ 196 ]                       |
| 2005 | Psychonauts                                    | Sheegor                                              |                                                                                                  | [ 16 ]                        |
| 2005 | Killer7                                        | Kaede Smith                                          |                                                                                                  | [ 16 ]                        |
| 2005 | X-Men Legends II: Rise of Apocalypse           | Blink                                                |                                                                                                  | [ 197 ]                       |
| 2005 | Jak X: Combat Racing                           | Keira                                                |                                                                                                  | [ 16 ]                        |
| 2005 | Shrek SuperSlam                                | Red, Unicorn, Dronkey, Lil Witch                     |                                                                                                  | [ 16 ]                        |
| 2006 | Kingdom Hearts II                              | Rikku                                                |                                                                                                  | [ 16 ]                        |
| 2005 | Teen Titans                                    | Raven                                                |                                                                                                  | [ 16 ]                        |
| 2006 | Onimusha: Dawn of Dreams                       | Voice Over Actors & Actresses                        |                                                                                                  | [ 198 ]                       |
| 2006 | Nicktoons: Battle for Volcano Island           | Timmy Turner                                         |                                                                                                  | [ 16 ]                        |
| 2006 | Shrek Smash n' Crash Racing                    | Red Riding Hood, Goldilocks                          |                                                                                                  | [ 199 ]                       |
| 2006 | Xiaolin Showdown                               | Omi                                                  |                                                                                                  | [ 16 ]                        |
| 2006 | Cartoon Network Racing                         | Bubbles                                              |                                                                                                  | [ 16 ]                        |
| 2006 | Metal Gear Solid: Portable Ops                 | Ursula, Elisa                                        |                                                                                                  | [ 16 ]                        |
| 2007 | Gurumin: A Monstrous Adventure                 | Cream, Mosby, Baby Tokaron                           |                                                                                                  | [ 200 ] [ 201 ]               |
| 2007 | Blue Dragon                                    | Kluke                                                |                                                                                                  | [ 16 ] [ 202 ]                |
| 2007 | Nicktoons: Attack of the Toybots               | Timmy Turner                                         |                                                                                                  | [ 16 ]                        |
| 2007 | Ratchet & Clank Future: Tools of Destruction   | Talwyn                                               |                                                                                                  | [ 203 ]                       |
| 2007 | Ben 10: Protector of Earth                     | Ben Tennyson                                         |                                                                                                  | [ 16 ]                        |
| 2008 | Lost Odyssey                                   | Seth Balmore                                         |                                                                                                  | [ 16 ] [ 39 ]                 |
| 2008 | Ninja Gaiden 2                                 | Rachel, Sanji                                        | Also Ninja Gaiden Sigma 2                                                                        | [ 16 ]                        |
| 2008 | Ratchet & Clank Future: Quest for Booty        | Voice-Over Actors                                    |                                                                                                  | [ 204 ]                       |
| 2008 | Crash: Mind over Mutant                        | Voice Cast                                           |                                                                                                  | [ 205 ]                       |
| 2009 | Watchmen: The End Is Nigh                      | Voice-Over Actors                                    |                                                                                                  | [ 206 ]                       |
| 2009 | Ice Age: Dawn of the Dinosaurs                 | Supporting Voice Cast                                |                                                                                                  | [ 207 ]                       |
| 2009 | Fat Princess                                   | Princess, Female Army Member                         |                                                                                                  | [ 208 ]                       |
| 2009 | Jak and Daxter: The Lost Frontier              | Keira                                                |                                                                                                  | [ 16 ]                        |
| 2010 | No More Heroes 2: Desperate Struggle           | Cloe Walsh, Margaret Moonlight                       |                                                                                                  | [ 16 ]                        |
| 2010 | Metal Gear Solid: Peace Walker                 | Paz Ortega Andrade                                   |                                                                                                  | [ 16 ]                        |
| 2010 | Clash of the Titans                            | Marmara, Tekla, Townspeople                          |                                                                                                  | [ 16 ]                        |
| 2010 | Spider-Man: Shattered Dimensions               | Doctor Octopus                                       |                                                                                                  | [ 16 ]                        |
| 2010 | Marvel Super Hero Squad: The Infinity Gauntlet | Scarlet Witch, Invisible Woman H.E.R.B.I.E.          |                                                                                                  | [ 16 ]                        |
| 2011 | Marvel vs. Capcom 3: Fate of Two Worlds        | X-23                                                 | Grouped under Voice Talent                                                                       | [ 209 ]                       |
| 2011 | Rango                                          | Priscilla                                            |                                                                                                  | [ 16 ]                        |
| 2011 | Shadows of the Damned                          | Justine                                              |                                                                                                  | [ 210 ]                       |
| 2011 | Cartoon Network: Punch Time Explosion          | Various characters                                   | Grouped under "Featuring the Voice Talents Of" Also XL version                                   | [ 211 ]                       |
| 2011 | Rage                                           | Voice Talent                                         |                                                                                                  | [ 212 ]                       |
| 2011 | Spider-Man: Edge of Time                       | Additional voices                                    |                                                                                                  | [ 213 ]                       |
| 2011 | Batman: Arkham City                            | Harley Quinn                                         | Nominated–BTVA Voice Acting Award for Best Female Vocal Performance in a Video Game, 2011        | [ 214 ] [ 215 ]               |
| 2011 | Ultimate Marvel vs. Capcom 3                   | X-23                                                 | Grouped under Voice Talent                                                                       | [ 216 ]                       |
| 2011 | Batman: Arkham City Lockdown                   | Harley Quinn                                         | Grouped under Voice Over Actors                                                                  | [ 217 ]                       |
| 2011 | Star Wars: The Old Republic                    | Risha, Holliday                                      |                                                                                                  | [ 16 ] [ 218 ]                |
| 2012 | Asura's Wrath                                  | Durga                                                |                                                                                                  | [ 16 ]                        |
| 2012 | Armored Core V                                 | Francis "Fran" Batty Curtis, Angie, Computer Voice 1 |                                                                                                  | [ 219 ] [ 220 ]               |
| 2012 | Lollipop Chainsaw                              | Juliet Starling                                      | Nominated–BTVA Voice Acting Award for Best Female Vocal Performance in a Video Game, 2012        | [ 16 ] [ 221 ]                |
| 2012 | Guild Wars 2                                   | Scarlet Briar                                        |                                                                                                  | [ 222 ]                       |
| 2012 | Skylanders: Giants                             | Voice Cast                                           |                                                                                                  | [ 223 ]                       |
| 2012 | Marvel Super Hero Squad Online                 | Scarlet Witch                                        |                                                                                                  | [ 224 ]                       |
| 2012 | Ben 10 Omniverse: The Game                     | Ben Tennyson (10 year old), Pakmar                   |                                                                                                  | [ 16 ]                        |
| 2012 | PlayStation All-Stars Battle Royale            | Fat Princess                                         |                                                                                                  | [ 16 ]                        |
| 2013 | Injustice: Gods Among Us                       | Harley Quinn, Raven                                  | Grouped under Voice Talent                                                                       | [ 225 ] [ 226 ] [ 227 ]       |
| 2013 | Marvel Heroes                                  | Squirrel Girl, Moira MacTaggert, Dagger, Magik       |                                                                                                  | [ 16 ] [ 228 ]                |
| 2013 | The Wonderful 101                              | Wonder Pink                                          | Nominated–BTVA Voice Acting Award for Best Female Vocal Performance in a Video Game, 2013        | [ 16 ] [ 229 ] [ 230 ]        |
| 2013 | Skylanders: Swap Force                         | Voice Actors                                         |                                                                                                  | [ 231 ]                       |
| 2013 | Lego Marvel Super Heroes                       | VO Talent                                            |                                                                                                  | [ 232 ]                       |
| 2013 | Batman: Arkham Origins                         | Voiceover Talent                                     |                                                                                                  | [ 233 ]                       |
| 2014 | Metal Gear Solid V: Ground Zeroes              | Paz                                                  | Also facial capture                                                                              | [ 16 ]                        |
| 2014 | The Elder Scrolls Online                       | Additional Voices                                    | Grouped under English Voices                                                                     | [ 234 ]                       |
| 2014 | WildStar                                       | Aurin Female                                         |                                                                                                  | [ 235 ] [ 236 ]               |
| 2014 | Skylanders: Trap Team                          | Voice Actors                                         |                                                                                                  | [ 237 ]                       |
| 2014 | Lego Batman 3: Beyond Gotham                   | Harley Quinn, Poison Ivy, others                     | Grouped under Voice Talent                                                                       | [ 238 ] [ 239 ]               |
| 2014 | LittleBigPlanet 3                              | Coach Rock, Vera Oblonsky                            |                                                                                                  | [ 240 ] [ 241 ]               |
| 2015 | Infinite Crisis                                | Harley Quinn                                         |                                                                                                  | [ 242 ] [ 243 ] [ 244 ]       |
| 2015 | Mortal Kombat X                                | Ferra, Li Mei                                        |                                                                                                  | [ 245 ] [ 246 ]               |
| 2015 | Batman: Arkham Knight                          | Harley Quinn                                         |                                                                                                  | [ 247 ] [ 248 ]               |